# I Am Bread
I Am Bread је платформска видео игра коју је објавио Bossa Studios 9. априла 2015. Игра је доступна за Мајкрософт Виндовс, MacOS, IOS, Плејстејшн 4, Иксбокс Један и Андроид. Уклоњен је са Google Play-а непознатог датума. Игра укључује коришћење различитих способности, као што је лепљење површина да бисте решили загонетке и дошли до тостера. Успут, играчи морају избегавати опасности као што су прљави подови, ножеви и кућни љубимци.
I Am Bread је добио различите критике по објављивању, при чему су неки хвалили његову јединствену премису и изазовну игру, док су други критиковали њене контроле и природу која се понавља.
Наставак, I Am Fish, објављен је 2021.

## Играње
I Am Bread даје играчу контролу над парчетом хлеба. Циљ сваког нивоа је да се хлеб претвори у тост. Ако хлеб, пре него што постане тост, додирне одређене предмете (нпр. под, воду или мраве), запрља се и мерач „јестивости“ ће се спустити. Да би контролисао хлеб, играч мора да користи тастере са стрелицама или аналогни штап. Нивои су засновани на седам дана у недељи.
Неколико експанзија је додало различите карактеристике, као што је могућност да играчи играју као багет који је спреман да уништи било који крхки предмет у просторији, ђеврек који трчи по соби и као крхки крекер који тражи кришке сира и натера их да се држе истовремено избегавајући дезинтеграцију услед понављајућих удара на површине. Поред тога, додата су још два нивоа где играч игра или у нултој гравитацији или као „борац за хлеб“ суочен са разним ловцима и бродовима направљеним од пекарских производа у пародији Ратова звезда под називом Starch Wars. Још један бонус ниво има парче хлеба који тражи и довршава недовршени сендвич у фрижидеру унутар собе са успаваним Heavy set-ом у Team Fortress 2.

## Прича
Господин Муртон је терапијски пацијент који је у прошлости имао пропао посао и разведену жену. Узнемирен је због наводних провала у његову кућу при чему је кривац наводно остављао комаде препеченог хлеба као исмевање или упозорење. Са сваким сценаријем, господин Муртон постепено открива да су кривци неуређене куће разумне кришке одређеног хлеба, и на крају, баца хлеб у смеће и бежи из притвора из зграде терапије. Након што је парче хлеба које је побегло из камиона за смеће изазвало експлозију на бензинској пумпи, друга кришка хлеба се суочила са господином Муртоном док се удаљавао са места догађаја са намером да елиминише хлеб. Престрављен, господин Муртон пати од нечега што изгледа као срчани удар и онесвести се, што је резултирало аутомобилском несрећом, а господин Муртон бива повређен и пада у несвест. Неко време након несреће, Најџел Берк, мистериозни човек са сатом, зауставља се и истражује и хвата господина Муртона ван екрана, а испред аутомобила је знак Барнардшира који показује да I am Bread је наставак Surgeon Simulator 2013, још једна игра Bossa Studios.

## Развој
I am Bread је развијен са Јунити погоном.

## Пријем
| Агрегатор  | Резултат                                            |
| ---------- | --------------------------------------------------- |
| Метакритик | (PC) 60/100 (XONE) 59/100 (iOS) 58/100 (PS4) 51/100 |

| Публикација    | Резултат |
| -------------- | -------- |
| GameSpot       | 5/10     |
| IGN            | 7.2/10   |
| PC Gamer (US)  | 58/100   |
| Hardcore Gamer | 2/5      |

I Am Bread наишао је на различите пријеме критичара, при чему је компјутерска верзија добила оцену 60/100 на Метакритик-у, на основу 25 критичара, верзија за Плејстејшн 4 добила је 51/100 и верзија за iOS 58/100. Већина критика на игру дошла је због лоших контрола и углова камере.
Писац за PC Gamer Џордан Ерика Вебер дао је игри оцену 58/100 и прокоментарисао чињеницу да се „игра боље игра пред публиком, али је више доступно од онога што неко може да види на први поглед“. Писац Kotaku-а Лук Планкет рекао је да би игра заправо могла да има „неку дубину осим што се смеје ходајући хлебом“.

Укупно је игра продата у близу 2 милиона примерака.